# Décès en mai 1943
Décès
- 1939
- 1940
- 1941
- 1942
- 1943
- 1944
- 1945
- 1946
- 1947

Pour une information complémentaire, voir la page d'aide.

| Date          | Nom              | Pays                   | Activités            | Âge | Source |
| ------------- | ---------------- | ---------------------- | -------------------- | --- | ------ |
| date inconnue | Fritz Zeckendorf | Drapeau de l'Allemagne | Scénariste allemand. | 57  |        |